# Melissa (género)
Melissa é um gênero botânico da família Lamiaceae, nativo da Europa e Ásia.

## Espécies
| - Melissa abyssinica - Melissa acinoides - Melissa acinos - Melissa alba - Melissa alpina - Melissa altissima - Melissa arborescens - Melissa arundana - Melissa arvensis - Melissa asiatica - Melissa aetheos - Melissa axillaris - Melissa baumgarteni - Melissa bicornis - Melissa calamintha - Melissa candidissima - Melissa caroliniana - Melissa clinopodium - Melissa coccinea - Melissa cordifolia - Melissa corsica - Melissa cretica - Melissa debilis - Melissa flava - Melissa foliosa - Melissa fruticosa - Melissa glandulosa - Melissa glomerata - Melissa granatensis - Melissa grandiflora - Melissa graveolens - Melissa hirsuta - Melissa hortensis - Melissa humilis - Melissa incana - Melissa inodora - Melissa intermedia - Melissa longicaulis - Melissa longifolia - Melissa macrostema | - Melissa majoranaefolia - Melissa marifolia - Melissa maritima - Melissa maxima - Melissa microphylla - Melissa montana - Melissa nepalensis - Melissa nepeta - Melissa nova - Melissa obtusifolia - Melissa occidentalis - Melissa officinalis - Melissa origanifolia - Melissa parviflora - Melissa patavina - Melissa perennis - Melissa polyanthos - Melissa pulegioides - Melissa pulegium - Melissa purpurascens - Melissa pyrenaica - Melissa repens - Melissa romana - Melissa rotundifolia - Melissa rugosa - Melissa rupestris - Melissa serpyllifolia - Melissa stricta - Melissa suaveolens - Melissa subnuda - Melissa sylvestris - Melissa taurica - Melissa teucriifolia - Melissa teucrioides - Melissa thymifolia - Melissa tragi - Melissa umbrosa - Melissa veronicaefolia - Melissa vulgaris - Melissa yunnanensis |

- «Lista completa»

## Classificação do gênero
| Sistema | Classificação                        | Referência               |
| ------- | ------------------------------------ | ------------------------ |
| Linné   | Classe Didynamia, ordem Gymnospermia | Species plantarum (1753) |